# Metropolia di Orël

Mappa dell'oblast' di Orël.

La metropolia di Orël (in russo Орловская митрополия?) è una delle province ecclesiastiche che costituiscono la Chiesa ortodossa russa.
Istituita dal Santo Sinodo il 25 luglio 2014, comprende l'intera oblast' di Orël nel circondario federale centrale.
È costituita da 2 eparchie:
- Eparchia di Orël
- Eparchia di Livny

Sede della metropolia è la città di Orël, il cui eparca ha il titolo di "Metropolita di Orël e Bolchov".